# Once Upon a Time in Venice
Once Upon a Time in Venice es una película de acción, que se estrenó a mediados del 2017. La dirige Mark Cullen y Robb Cullen. Es protagonizada por Bruce Willis, Jason Momoa y Famke Janssen.

## Reparto
- Bruce Willis como Steve Ford.
- Jason Momoa como Spyder.
- Famke Janssen como Katey Ford.
- Thomas Middleditch como asistente de Steve.
- John Goodman como Amigo de Steve.
- Stephanie Sigman como Novia de Spyder.
- Adam Goldberg como Lou.
- Adrian Martínez como Dueño del local de pizzas.
- Kal Penn como Empleado.
- Tyga
- Ken Davitian
- David Arquette
- Victor Ortiz
- Emily Robinson
- Sol Rodríguez
- Tyron Woodley

- Datos: Q20650014